# Tiếng Chăm
Tiếng Chăm hay tiếng Champa (chữ Chăm: ꨌꩌ; chữ Jawi: چم) là ngôn ngữ của người Chăm ở Đông Nam Á, và trước đây là ngôn ngữ của Vương quốc Chăm Pa ở miền Trung Việt Nam . Phương ngữ Chăm Tây được nói bởi 220.000 người ở Campuchia và 25.000 người ở Việt Nam; phương ngữ Chăm Đông (Chăm Phan Rang), có khoảng 73.000 người nói ở Việt Nam, với tổng số khoảng 320.000 người nói.

## Lịch sử